# Debaryomyces hansenii
Debaryomyces hansenii är en svampart. Debaryomyces hansenii ingår i släktet Debaryomyces, ordningen Saccharomycetales, klassen Saccharomycetes, divisionen sporsäcksvampar och riket svampar.

## Underarter
Arten delas in i följande underarter:
- fabryi
- hansenii